# Андоленко, Сергей Павлович
Сергей Павлович Андоленко (фр. Serge Andolenko; 26 июня 1907, Волочиск, Волынская губерния — 27 августа 1973, Мигло, департамент Арьеж) — французский бригадный генерал.

## Биография
Родился в городе Волочиск в семье офицера драгунского полка Российской империи. После революции и гражданской войны — в эмиграции во Франции. Окончил знаменитое французское Высшее военное училище (Сен-Сир), из которого вышел лейтенантом в 1-й иностранный полк. Служил в Иностранном легионе. В 1928 году получил французское гражданство. В 1944—1945 годах — офицер штаба 3-й пехотной Алжирской дивизии.
Автор многих работ по военной истории.

## Награды
- Командор ордена Почётного легиона
- Военный крест 1939—1945
- Военный крест иностранных театров военных действий

## Сочинения

### Книги
- La filiation des bataillons de Légion étrangère, 1935.
- Visite aux salles d’honneur et au musée du Souvenir de la Légion, 1938.
- Les drapeaux de la Grande Guerre, 1945.
- Aperçus sur la guerre 1914—1918 sur le front russe, 1945.
- Historique du 5e étranger d’infanterie, 1947.
- Recueil d’historiques de l’infanterie française, 1949 (ré-édité en 1969).
- Histoire de l’armée russe, 1952 (ré-édité en 1967).
- Recueil d’historiques de l’arme blindée et de la cavalerie.
- Нагрудные знаки Русской армии. — Париж: Издательство «Танаис», 1966.
- Лейб-гвардии Преображенский полк в Великую войну.
- Сто крат священ союз меча и лиры. — Париж: Издание Общества ревнителей русской военной старины, 1972.
- Андоленко С. П. Преображенцы в Великую и гражданскую войны. 1914-1920 годы. — Спб: Славия,2010
- Андоленко С. П. История русской армии. Cлавные военные традиции российских и советских полководцев. — М: Центрполиграф,2022

### Статьи
- Ренненкампф. // Возрождение. — 1970. — № 221 (май).
- Два знамени. // Военная быль. — Париж, 1968. — № 90 (март). — С. 6—13.